# Katarina Ivanović
Katarina Ivanović (srbsko Катарина Ивановић), srbska slikarka, * 1811, † 1882.
Izučila se je v Pešti in na Dunaju. Slikala je predvsem portrete, zgodovinske žanrske kompozicije in tihožitja. Skoraj vsa njena dela so v Narodnem muzeju v Beogradu.

## Dela
- Avtoportret
- Portret Perside Karađorđević
- Grozdje
- Petra Ivanović Agatić